# Lampre-Merida/2016
Deze pagina geeft een overzicht van de Lampre-Merida wielerploeg in  2016.  

## Algemeen
Algemeen manager: Brent Copeland
Teammanager: Philippe Mauduit
Ploegleiders: Simone Pedrazzini, Orlando Maini, Marco Marzano
Fietsmerk: Merida
Kopmannen: Diego Ulissi, Sacha Modolo, Rui Costa, Louis Meintjes

## Transfers
| Inkomend        | Team 2015                                  | Uitgaand            | Team 2016         |
| --------------- | ------------------------------------------ | ------------------- | ----------------- |
| Matej Mohorič   | Team Cannondale-Garmin                     | Maximiliano Richeze | Etixx-Quick Step  |
| Louis Meintjes  | MTN-Qhubeka                                | Rubén Plaza         | Orica-GreenEdge   |
| Yukiya Arashiro | Team Europcar                              | Rafael Valls        | Lotto Soudal      |
| Federico Zurlo  | Unitedhealthcare Professional Cycling Team | Nélson Oliveira     | Team Movistar     |
| Marko Kump      | Adria Mobil                                | Filippo Pozzato     | Southeast         |
| Simone Petilli  | Unieuro Wilier Trevigiani                  | José Serpa          | Orgullo Antiqueño |
|                 |                                            | Niccolo Bonifazio   | Trek-Segafredo    |

## Renners
| Naam                | Geboortedatum | Nationaliteit | Ploeg 2015                                 |
| ------------------- | ------------- | ------------- | ------------------------------------------ |
| Yukiya Arashiro     | 22-09-1984    | Japan         | Team Europcar                              |
| Matteo Bono         | 11-11-1983    | Italië        |                                            |
| Mattia Cattaneo     | 25-10-1990    | Italië        |                                            |
| Davide Cimolai      | 13-08-1989    | Italië        |                                            |
| Valerio Conti       | 30-03-1993    | Italië        |                                            |
| Mário Costa         | 15-11-1985    | Portugal      |                                            |
| Rui Costa           | 05-10-1986    | Portugal      |                                            |
| Kristijan Đurasek   | 26-07-1987    | Kroatië       |                                            |
| (ITT) Chun Kai Feng | 02-11-1988    | Taiwan        |                                            |
| Roberto Ferrari     | 09-03-1983    | Italië        |                                            |
| (ITT) Tsgabu Grmay  | 25-08-1991    | Ethiopië      |                                            |
| Ilia Koshevoy       | 20-03-1991    | Wit-Rusland   |                                            |
| Marko Kump          | 09-09-1988    | Slovenië      | Adria Mobil                                |
| Louis Meintjes      | 21-02-1992    | Zuid-Afrika   | MTN-Qhubeka                                |
| Sacha Modolo        | 19-06-1987    | Italië        |                                            |
| Matej Mohorič       | 19-10-1994    | Slovenië      | Team Cannondale-Garmin                     |
| Manuele Mori        | 09-08-1980    | Italië        |                                            |
| Przemysław Niemiec  | 11-04-1980    | Polen         |                                            |
| Simone Petilli      | 04-05-1993    | Italië        | Unieuro Wilier Trevigiani                  |
| Luka Pibernik       | 23-10-1993    | Slovenië      |                                            |
| Jan Polanc          | 06-10-1992    | Slovenië      |                                            |
| Diego Ulissi        | 15-07-1989    | Italië        |                                            |
| Xu Gang             | 28-01-1984    | China         |                                            |
| Federico Zurlo      | 25-02-1994    | Italië        | Unitedhealthcare Professional Cycling Team |

## Overwinningen
Ronde van Catalonië
6e etappe: Davide Cimolai
Ronde van Turkije
1e etappe: Przemysław Niemiec
4e etappe: Sacha Modolo
7e etappe: Sacha Modolo
Ronde van Italië
4e etappe: Diego Ulissi
11e etappe: Diego Ulissi
Ronde van Japan
2e etappe: Davide Cimolai
7e etappe: Yukiya Arashiro
Ronde van Slovenië
3e etappe: Diego Ulissi
Ronde van het Qinghaimeer
7e etappe: Federico Zurlo
9e etappe: Marko Kump
10e etappe: Marko Kump
Circuito de Getxo
Winnaar: Diego Ulissi
Ronde van Tsjechië
2e etappe: Sacha Modolo
3e etappe: Diego Ulissi
Eindklassement: Diego Ulissi
Ronde van Spanje
13e etappe: Valerio Conti
Eneco Tour
6e etappe: Luka Pibernik
Ronde van Hainan
6e etappe: Matej Mohoric
Mannen:1991 · 1992 · 1993 · 1994 · 1995 · 1996 · 1997-1998 · 1999 · 2000 · 2001 · 2002 · 2003 · 2004 · 2005 · 2006 · 2007 · 2008 · 2009 · 2010 · 2011 · 2012 · 2013 · 2014 · 2015 · 2016 · 2017 · 2018 · 2019 · 2020 · 2021 · 2022 · 2023 · 2024 · 2025
Vrouwen:2022 · 2023 · 2024 · 2025
AG2R-La Mondiale · Astana Pro Team · BMC Racing Team · Cannondale Pro Cycling Team · Dimension Data · Etixx-Quick Step · FDJ · Team Giant-Alpecin · IAM Cycling · Team Katjoesja · Lampre-Merida · Team LottoNL-Jumbo · Lotto Soudal · Movistar Team · Orica GreenEDGE · Team Sky · Tinkoff · Trek-Segafredo